# Ťuhýk běločelý
Ťuhýk běločelý, též ťuhýk černohřbetý (Lanius nubicus) je pěvec z čeledi ťuhýkovití. Žijí v jihovýchodní Evropě a na východní části Středomoří. Samostatně se vyvíjející populace existují i ve východním Iráku a na západě Íránu. Tito ptáci jsou stěhovaví a zimují převážně v oblasti Sahelu a jihozápadního cípu Arabského poloostrova. Při návratu se ale někteří jedinci mohou zatoulat mnohem dále, až do západní nebo severní Evropy. Ťuhýci běločelí jsou nejmenšími zástupci rodu Lanius. Samečci mají převážně černé horní partie, bílé čelo a krémové nebo bílé peří na ramenou a křídlech. Hrdlo a dolní partie jsou bílé, boky a náprsenka oranžové. Samičky mají jednotvárnější zbarvení: hnědočerné horní partie, šedá ramena a křídla, a krémové dolní partie a hruď. Ťuhýci běločelí vydávají melodický a krátký zpěv.
Ťuhýci běločelí vyhledávají především řídké lesy a jejich okraje. Živí se hlavně velkým hmyzem a drobnými obratlovci. Hnízdo stavěné ťuhýky běločelými je pohárovitého tvaru, postavené vždy na stromě. Snůška obvykle čítá 4 až 6 vajec, na kterých samička sedí po dobu 14 až 16 dnů. Vylíhnutá ptáčata jsou krmena střídavě oběma rodiči a do 20 dnů jsou již plně opeřená. Po další 3 až 4 týdny jsou stále závislá na rodičích, po této době ale již opouštějí hnízdo. Populace ťuhýků běločelých v současné době nejsou příliš stabilní a počty těchto ptáků se k roku 2016 v Evropě prokazatelně snižují. I přesto druhu dle IUCN přísluší status málo dotčený (LC).

## Nomenklatura

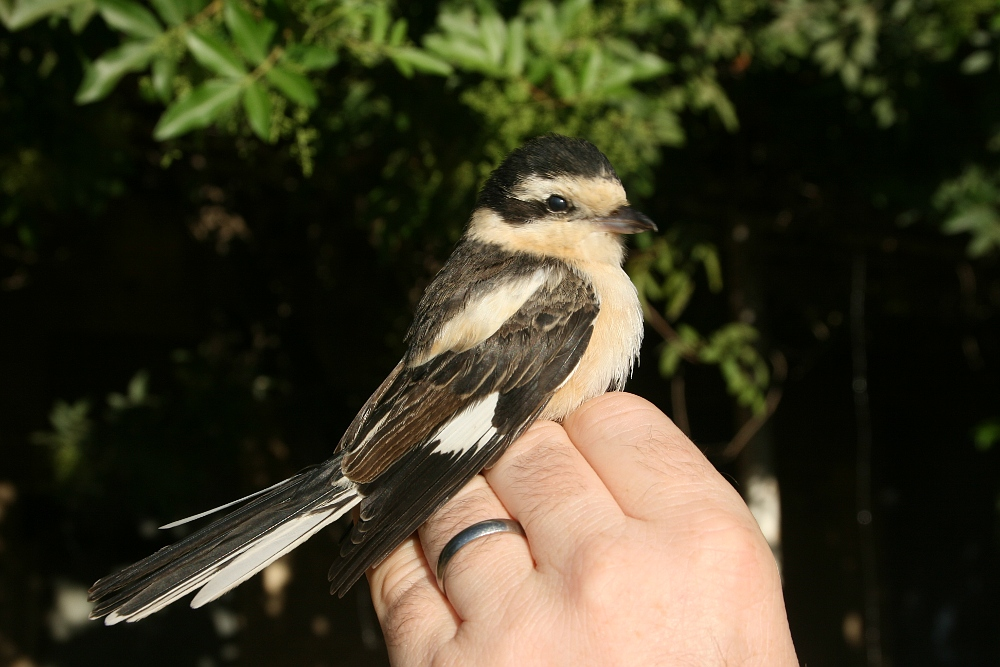
Dospělá samička z Izraele

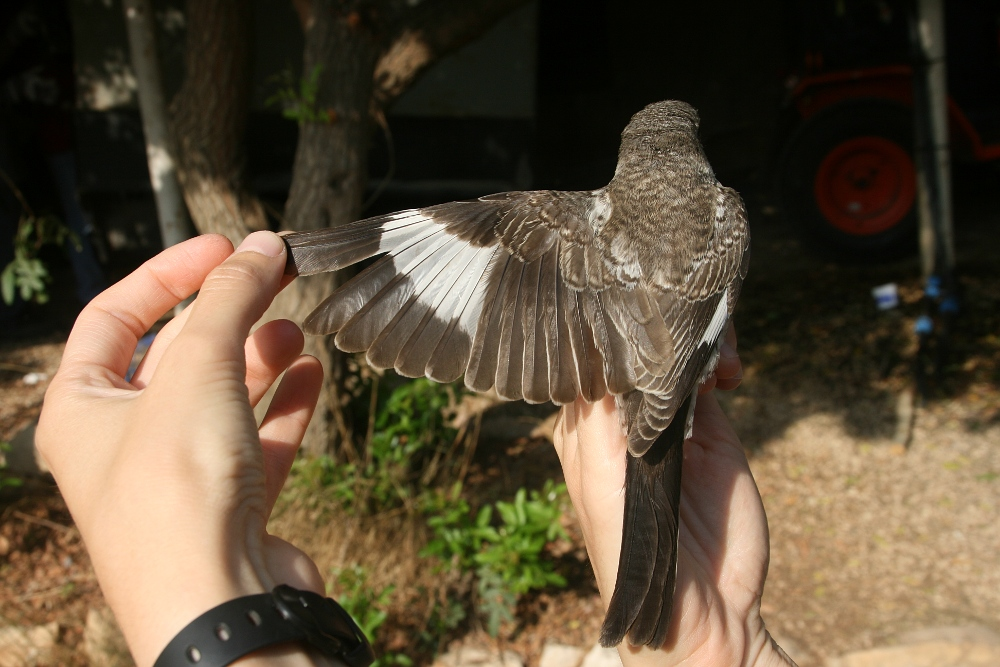
Peří mladého ptáka na křídlech (Izrael)

Čeleď ťuhýkovitých je svým vzhledem typická a snadno rozpoznatelná; všichni ťuhýci jsou štíhlí, drobní, aktivní a s krátkýma nohama.
Ťuhýk běločelý je velmi málo studovaný druh, o jehož návycích, především co se námluv týče, nemáme přesné zprávy. Druh není dále členěn na žádné poddruhy. Příbuznost s ostatními ťuhýky není příliš prozkoumána; nejbližším příbuzným je zřejmě ťuhýk hnědý.
Tento druh poprvé popsal německý cestovatel a přírodovědec Martin Lichtenstein v roce 1823 pod odborným názvem Lanius nubicus, který je používán dodnes. Rodový název Lanius pochází z latiny a znamená řezník, což pravděpodobně bylo ťuhýkům přisouzeno proto, že svoji kořist běžně napichují na trny nebo ostré dráty. Druhové jméno nubicus pochází ze slova Nubian, tedy Núbie, což je historické území v severovýchodní Africe. O rok později druh popsal i holandský zoolog Coenraad Temminck pod názvem Lanius personatus, přičemž druhové jméno personatus znamená maskovaný. Roku 1844 vzniklo i synonymum Lanius leucometopon, přičemž druhové jméno se skládá ze slov leukos, bílá, a metopon, tedy čelo.

## Výskyt
Ťuhýci běločelí obývají téměř celý Balkán, především severovýchodní Řecko a také některé z řeckých ostrovů. Dále také Turecko, Kypr a oblast východního středomořského pobřeží, přes Sýrii až k jihu Izraele. Hnízdí též ve východním Iráku a západním Íránu. Menší populace existují i na území Afghánistánu a v severní Saúdské Arábii. Ťuhýci běločelí jsou stěhovaví, zimují na jih od Sahary, zejména na území Čadu, Súdánu a Etiopie. Výjimečně se vyskytují ve východním Mali, v Nigérii a severní Keni. Většina ptáků přilétá do této oblasti ke konci srpna nebo na začátku září. Podle některých pozorování se někdy zatoulají i do Alžírska, Mauritánie, Libye, Španělska, Švédska, Finska nebo Turkmenistánu. Tři evidovaní ptáci se dostali až do Velké Británie a dva jedinci zavítali do Arménie.
Dávají přednost otevřeným stanovištím, například řidším lesům s keři. Na rozdíl od svých příbuzných se ale vyhýbají otevřeným pláním a rozsáhlým loukám. Běžně se vyskytují i v sadech nebo na plantážích. Obvykle žijí v nadmořské výšce do 2 400 m n. m. V době migrace se objevují i v zahradách nebo parcích.

## Popis

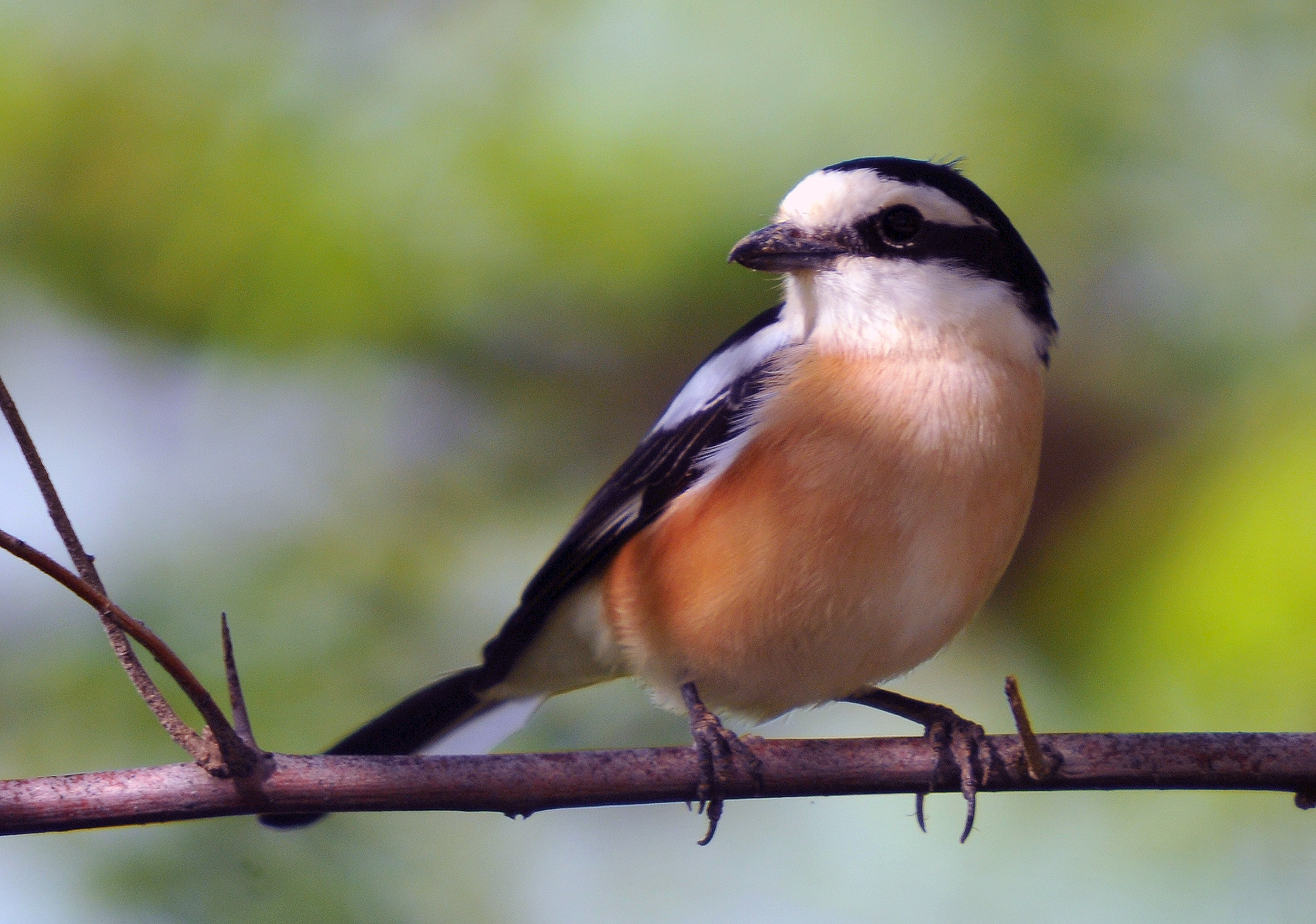
Dospělý sameček

Ťuhýk běločelý je nejmenší ze všech ťuhýků. Tento štíhlý a rychlý pták váží 20 až 23 g a na délku měří 17 až 18,5 cm. Rozpětí křídel se pohybuje mezi 24 až 26,5 cm. Ocas je dlouhý, zobák naopak krátký.
Samec má černé horní partie, bílé čelo a bílá pera na ramenou a křídlech. Ocas je při pohledu zezdola bílý, shora tmavý. Hrdlo a dolní partie mají bílé až krémové zbarvení, boky a prsa jsou oranžová. Duhovky jsou hnědé, zobák černý a nohy tmavě hnědé až černé. Samice je jednotvárnější verze samečka, má hnědočerné horní partie. Dolní partie jsou opět bílé až krémové. Nedospělí jedinci mají převážně šedohnědou barvu, od hlavy až po ocas se jim táhnou tmavé pruhy. Břicho je u nich výrazně kropenaté.
Ťuhýk běločelý se vzhledem podobá ťuhýkům rudohlavým, ale ti jsou větší a také masivněji stavění. Dospělé jedince obou druhů lze snadno rozlišit díky černé korunce a rezavé šíji, kterou mají ťuhýci rudohlaví.

## Chování

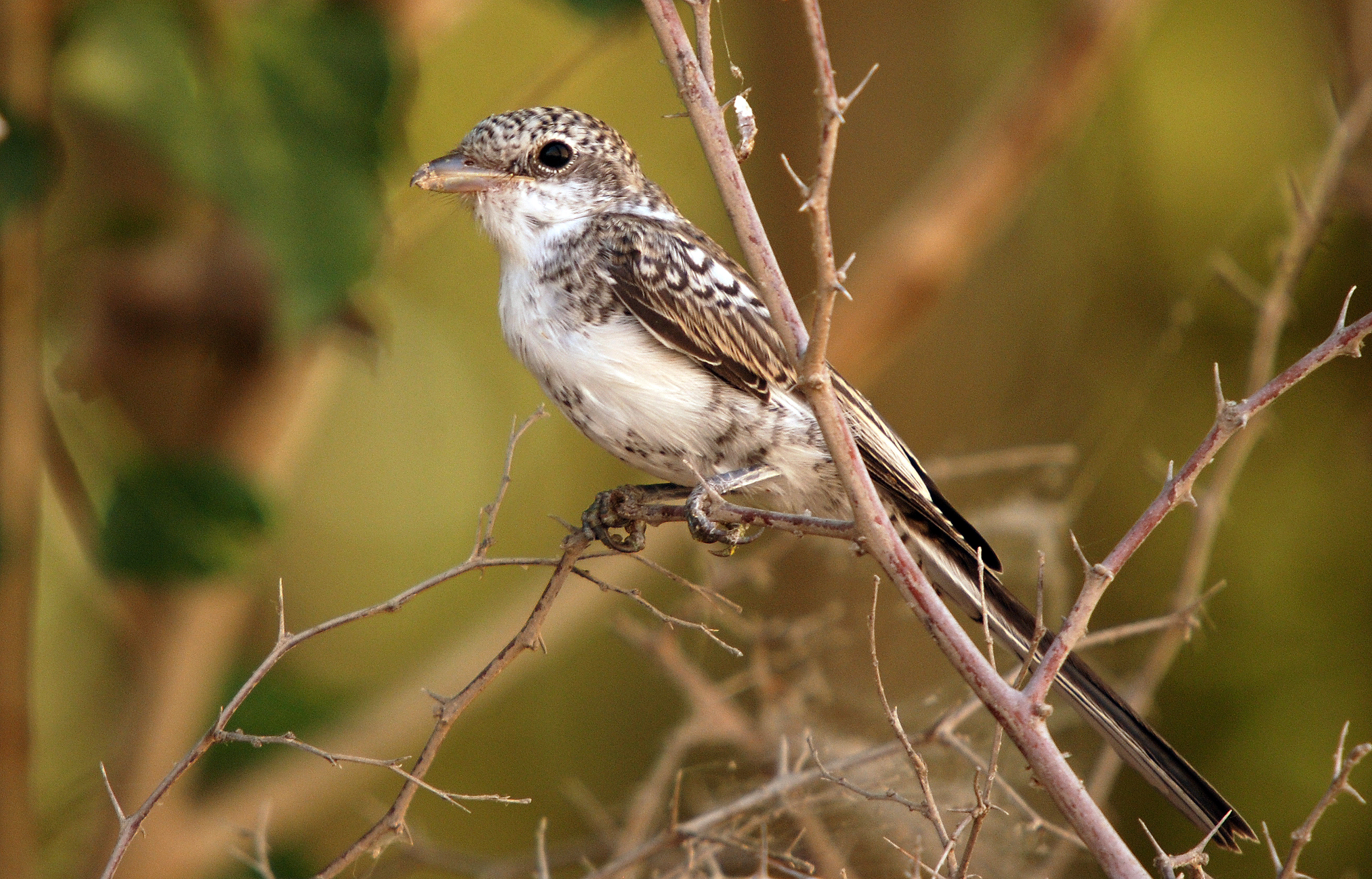
Mladý jedinec

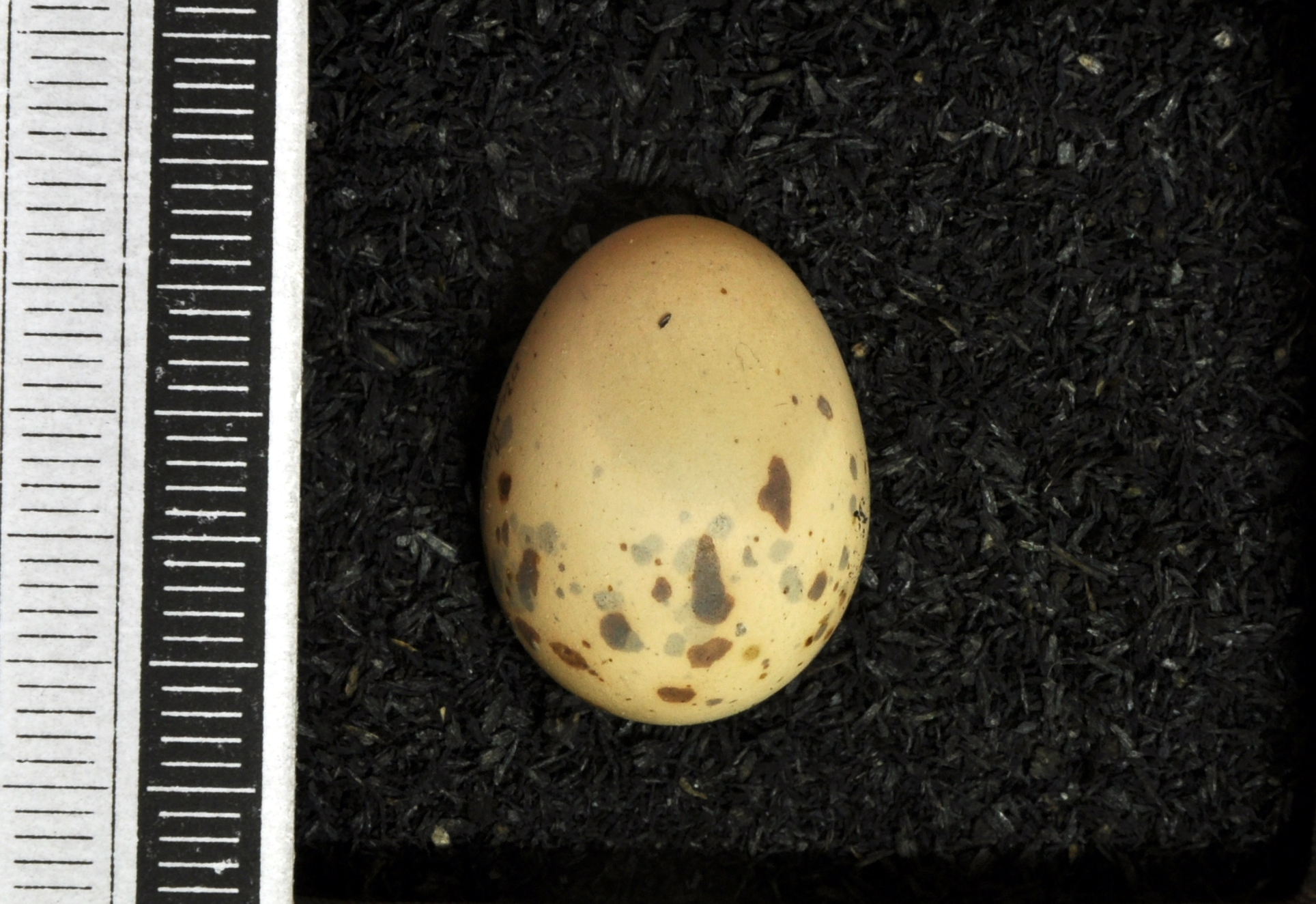
Vejce ťuhýků běločelých

Ťuhýk běločelý je samotářský druh (výjimkou jsou pouze migrace). Jeden pták obvykle obývá území 2 až 5 hektarů a, jelikož jsou tito ptáci silně teritoriální, brání si jej. V případě odchytu dokáží předstírat zranění nebo smrt, čehož využívají při útoku predátorů nebo při odchytu člověkem. Ťuhýci běločelí vydávají podobné zvuky jako sedmihlásci olivoví. Jde o opakované „tsr, tzr“. Za letu zpívají jen výjimečně.

### Potrava
Živí se především velkým hmyzem, cvrčky, kobylkami a brouky, přičemž běžně loví z výšky okolo 8 m. Využívají metodu vyčkávání, kdy čekají na větvi nebo plotu a sledují zem. Samotnou kořist většinou uloví již na zemi. Podobně jako ostatní ťuhýci po lovu často napíchávají kořist na ostnaté dráty nebo trny, což je zřejmě způsob uchovávání potravy. Výhoda tkví v tom, že při následném požírání si nemusí kořist sami držet nebo ji také mohou nechat na místě a odletět pro další. Díky tomuto způsobu uchovávání potravy mohou ťuhýci jako jediní ptáci lovit i saranče druhu Romalea microptera. Tento druh saranče je prudce jedovatý, avšak ťuhýci se naučili, že když ji nechají dva dny napíchnutou na ostnu, jed vyprchá. Loví i menší obratlovce, které většinou zabijí ranou zobáku do krku nebo do hlavy. Existují i případy, kdy ťuhýci běločelí lovili pěnice pokřovní. Před migrací se co nejvíce nakrmí.

### Rozmnožování
Námluvy samečků, které probíhají zásadně ve dne, většinou kolem poledne, jsou obvykle doprovázeny zpěvem a naparováním, kdy sameček stojí vzpřímeně a třese křídly. Hnízdo následně staví pár společně. To je tvořeno kořínky, stonky, větvičkami nebo suchou trávou. Běžně se nachází na stromě ve výšce od 1,5 do 10 m (podle jiných zdrojů 1 až 12 m) a samotné hnízdo má obvod kolem 170 mm a hloubku 65 mm. Mezi dubnem a červnem samička do hnízda naklade vejce. V nížinách k tomu většinou dochází v květnu, v horských oblastech až o měsíc později. V případě, že se hnízdo propadne nebo se snůška jinak zničí, samička v červnu nebo červenci naklade další vajíčka. Samotná vajíčka mají rozměry 20 a 16 mm, zbarvení je různé, avšak běžně bývají bílá a kropenatá. Snůška čítá 4 až 6 vajec, která samička po dobu 14 až 16 dní zahřívá. Během té doby krmí samičku její partner. Do 20 dní jsou ptáčata plně opeřená a za další 4 týdny jsou již samostatná. Ťuhýci běločelí jsou rozmnožování schopní již od jednoho roku života, průměrná délka jejich života není doposud známa.

### Parazité a predátoři
Na ťuhýcích běžně parazituje klíšť obroubený. Ohrožují je především vrány nebo kočky domácí. Dalším nebezpečím pro ťuhýky běločelé jsou i pesticidy.

## Populace
Mezinárodní svaz ochrany přírody (IUCN) odhaduje, že evropská populace ťuhýků běločelých se pohybuje mezi 105 000 až 300 000 kusy, celosvětově pak existuje přibližně 142 000 až 600 000 ptáků. Přestože pokles populace je poměrně rychlý, kritéria pro označení druhu jako zranitelného nejsou z pohledu ťuhýků běločelých splněna. Je odhadováno, že celkově tito ptáci obývají areál o velikosti 353 000 km2.
Populace těchto ptáků ve světě se v posledních letech snížila, ačkoliv Bulharsko, Řecko a Kypr stále hlásí několikatisícové populace. Největší úbytky jsou pravděpodobně na území Turecka a Řecka, naopak stabilní a rostoucí populace má Bulharsko, které zavedlo pravidla pro jejich ochranu, například byly vytvořeny nové ptačí rezervace. Malé populace ťuhýků jsou v Izraeli. V Africe jsou ťuhýci při migracích masově zabíjeni lovci. Podobně je tomu v Sýrii a Řecku, kde jsou stříleni, jelikož údajně přinášejí smůlu.

## Kultura
Ťuhýci obecně mají mezi lidmi špatnou pověst především kvůli jejich stylu skladování potravy, kterou napichují na ostré předměty, jako jsou dráty apod. V angličtině se například uchytilo i označení butcher-bird, tedy pták-řezník. Podobně je to i v jiných evropských jazycích.
Zmínka o těchto ptácích se objevila například v americkém filmu Velký útěk z roku 1963 (Steve McQueen v hlavní roli). Objevuje se ve scéně, kdy Colin Blythe (Donald Pleasence) popisuje na tabuli nakresleného ptáka jako řezníkova ptáka. Líčí jej jako nepříliš přátelské zvíře s typickou oblibou v napichování hmyzu na dráty.